# Igeltjärnen (Västerfärnebo socken, Västmanland)
Igeltjärnen är en sjö i Sala kommun i Västmanland och ingår i Norrströms huvudavrinningsområde.